# Nacionalidad venezolana
La nacionalidad venezolana es el vínculo jurídico que liga a una persona física con el Estado venezolano y que le atribuye la condición de ciudadano. Es tanto un derecho fundamental como el estatuto jurídico de las personas. Por esta relación, el individuo disfruta de unos derechos que puede exigir al Estado y este puede imponerle el cumplimiento de una serie de obligaciones y deberes.
Venezuela es un estado suspendido del Mercosur y no está asociado a la Comunidad Andina, por lo tanto, todas las personas que sean titulares de un pasaporte venezolano o una cédula de identidad venezolana solo tienen derecho a circular, trabajar y vivir libremente sin necesidad de un visado en Argentina y Brasil.
Colombia emite permisos especiales de permanencia y protección temporal a los nacionales de Venezuela que les permite vivir y trabajar, pero deben cumplir con requisitos específicos. Finalmente, en el resto de América del Sur, los ciudadanos venezolanos no tienen derecho a vivir o trabajar libremente y se les exige visado para ambos casos.

## Ciudadanía por nacimiento
- Aquellas personas nacidas en Venezuela sin importar cuál fuera la nacionalidad o estatus legal de los progenitores.
- Aquellas personas nacidas en el extranjero de progenitores si son ambos venezolanos por nacimiento.
- Aquellas personas nacidas en el exterior de un padre venezolano o de una madre venezolana, serán reconocidos con ciudadanía venezolana por nacimiento, siempre un cuándo estas personas se acojan a la residencia mínima de dos años en territorio de la República, o declaren intención de acogerse a  la nacionalidad venezolana en cualquiera de las misiones Diplomáticas de Venezuela (Embajada).
- Aquellas personas nacidas en el exterior de un padre naturalizado venezolano o madre naturalizada venezolana, siempre y cuando declaren su intención para obtener la nacionalidad venezolana antes de cumplir los 18 años de edad en el Ministerio de Interior y Justicia o en cualquier Registro Público venezolano.

## Ciudadanía por naturalización
Los solicitantes tienen que cumplir con el mínimo de diez años de residencia continua en Venezuela en calidad de transeúntes, con anterioridad a entregar una solicitud de naturalización al gobierno venezolano, excepto en los siguientes casos:
- Ciudadanos nacionales de España, Portugal, Italia, países hispanoamericanos con residencia en territorio nacional de 5 años continuos.
- Menores nacidos si uno de sus progenitores hubiera obtenido la ciudadanía venezolana por naturalización y con residencia en territorio nacional de 5 años continuos. Una declaración de nacionalidad debe ser manifestada en nombre del menor por cualquiera de sus progenitores anteriormente a cumplir la edad de 21 años.
- Cónyuge de toda persona con ciudadanía venezolana con 5 años continuos de residencia en territorio nacional.

## Doble ciudadanía
La doble nacionalidad es permitida bajo la ley según el Artículo 34 de la Constitución de Venezuela. Según artículo 7 de la Ley de Nacionalidad y Ciudadanía, los venezolanos con doble nacionalidad deben entrar y salir del territorio nacional de Venezuela en calidad de ciudadanos venezolanos con su Pasaporte venezolano.

## Pérdida de ciudadanía venezolana
- Cualquier venezolano por nacimiento no puede ser privado de su nacionalidad.
- Cualquier venezolano por nacimiento puede renunciar voluntariamente a su nacionalidad venezolana por nacimiento si esta persona obtiene una nacionalidad extranjera. Una declaración voluntaria debe ser manifestada en cualquiera de las misiones Diplomáticas de Venezuela si se encontrara viviendo en el extranjero, o en cualquier Registro Público venezolano si se encontrara viviendo en territorio nacional de Venezuela y tal declaración tomará efecto solamente posteriormente a la inserción de la nota correspondiente en el acta o certificado de nacimiento.
- Cualquier ciudadano venezolano por naturalización puede ser privado de su nacionalidad venezolana (i.e. traición, fraude o por razones de seguridad nacional) por un juicio o audiencia frente a un Tribunal venezolano.
- Cualquier ciudadano venezolano por naturalización puede voluntariamente renunciar a su nacionalidad venezolana. Una declaración voluntaria debe ser manifestada en cualquiera de las misiones Diplomáticas de Venezuela si se encontrara viviendo en el extranjero, o en cualquier Registro Público venezolano si se encontrara viviendo en el territorio nacional de Venezuela.

## Reanudación de ciudadanía venezolana
- Aquellos ciudadanos venezolanos por nacimiento que hayan perdido ésta nacionalidad, podrán recuperar su nacionalidad venezolana si éstas personas hubieran permanecido legalmente en Venezuela por un período mínimo de 2 (dos) años y con una declaración de recuperación de nacionalidad junto con el acta de nacimiento correspondiente (partida de nacimiento).

## Requisitos de visado de ciudadanos venezolanos
Requisitos de visado para ciudadanos venezolanos son restricciones de entrada administrativa por las autoridades de otros estados colocados en ciudadanos de Venezuela. Cuando de 7 de julio de 2020, los ciudadanos venezolanos tuvieron visado-libre o visado encima acceso de llegada a 129 países y territorios, ranking el pasaporte venezolano 44.º en plazos de libertad de viaje (ligado con el Pasaporte nicaragüense y ucraniano)  según el Henley Índice de Pasaporte. Para ambulante dentro de América del Sur (exceptúa Paraguay, Uruguay y Las Guayanas), los venezolanos no necesitan para utilizar un pasaporte, cuando  pueden utilizar su ID tarjeta.